# Eezioneia
L'Eezioneia (in greco antico: Ἠετιώνεια?) era una lingua di terra situata a nord dell'imboccatura dell'antico porto del Pireo di Atene, di fronte a capo Alkimos. Le navi che entravano nel Pireo si trovavano dunque il molo dell'Eezioneia a babordo e capo Alkimos a tribordo.
Il molo dell'Eezioneia era fortificato e collegato alle Lunghe Mura, fatte erigere da Temistocle a difesa di Atene. Nelle fasi finali della guerra del Peloponneso, il molo dell'Eezioneia fu scelto dalla Boulé dei Quattrocento per erigervi una fortificazione, che fu fatta abbattere da Teramene nel timore che potesse essere consegnata agli spartani. Delle fortificazioni del molo dell'Eezioneia sopravvivono ancora oggi, in buono stato di conservazione, alcune rovine che fanno parte del sito archeologico del Pireo.

## Costruzione e demolizione della fortificazione all'Eezioneia

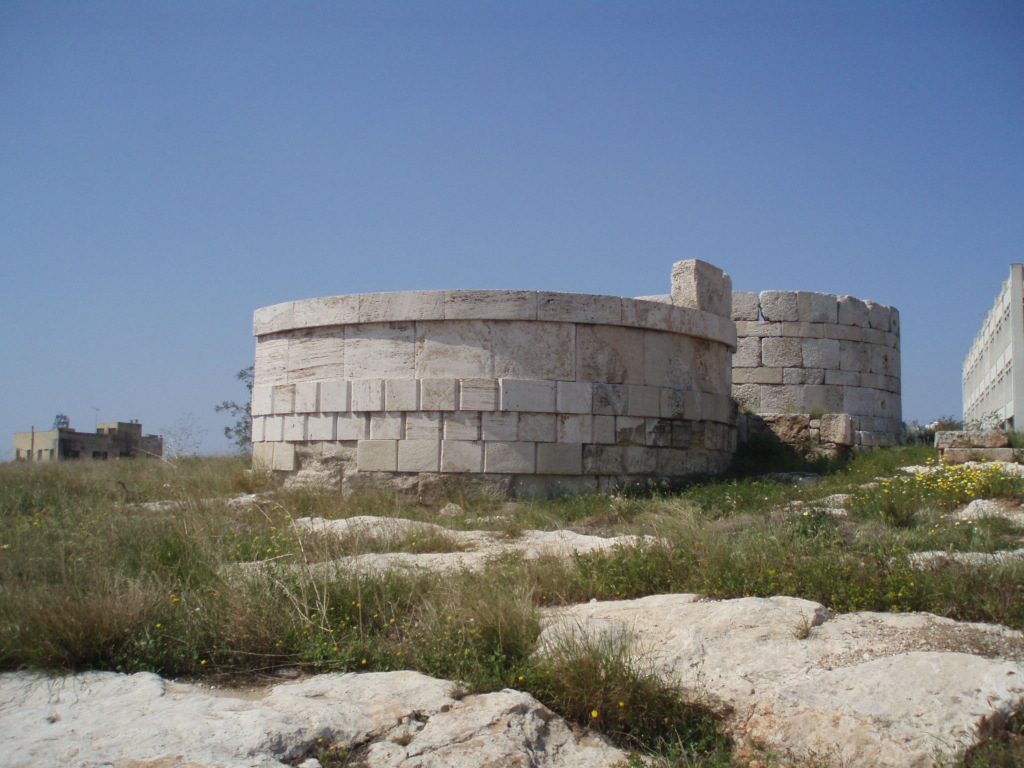
Rovine del molo dell'Eezioneia al Pireo.

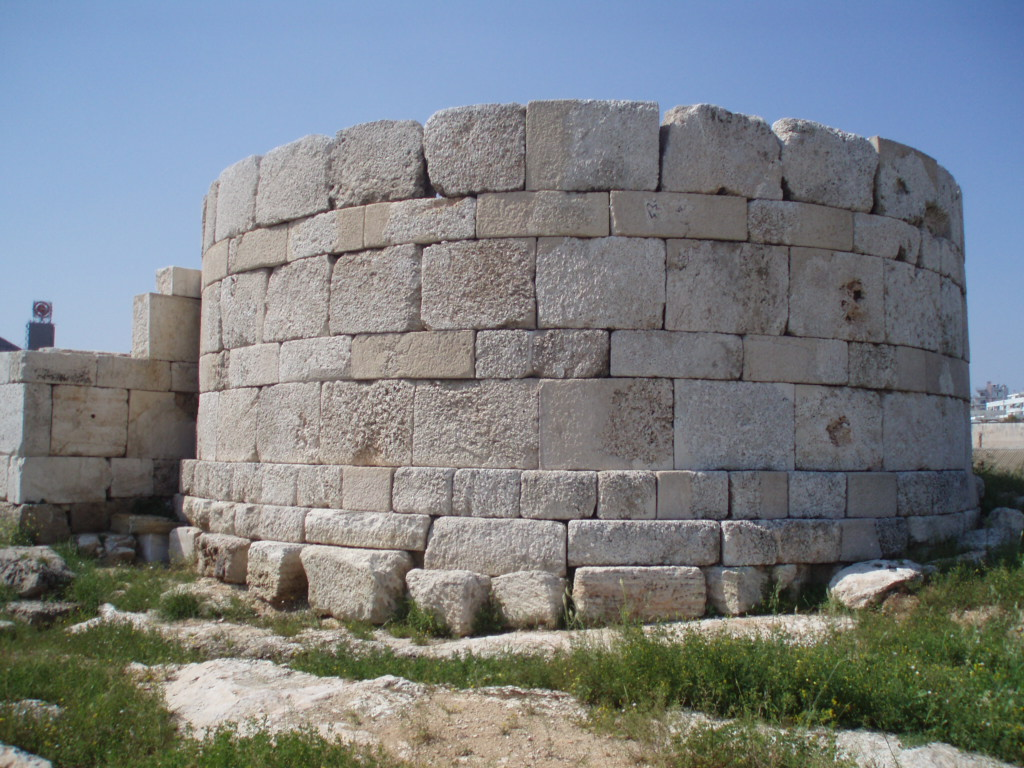
Parte del molo dell'Eezioneia.

Nel 410 a.C., nelle fasi finali della guerra del Peloponneso, la fazione radicale della Boulé dei Quattrocento, il governo di stampo oligarchico al potere in quell'epoca, iniziò a costruire una fortificazione sull'Eezioneia, ammassando all'interno grandi derrate alimentari.
Teramene, uno dei leader della fazione moderata, protestò in assemblea contro la costruzione di questa fortificazione, sostenendo che era stata preparata per essere consegnata agli Spartani quando si fossero avvicinati al porto e alla testa di un plotone di soldati si recò al Pireo ordinandone la demolizione.

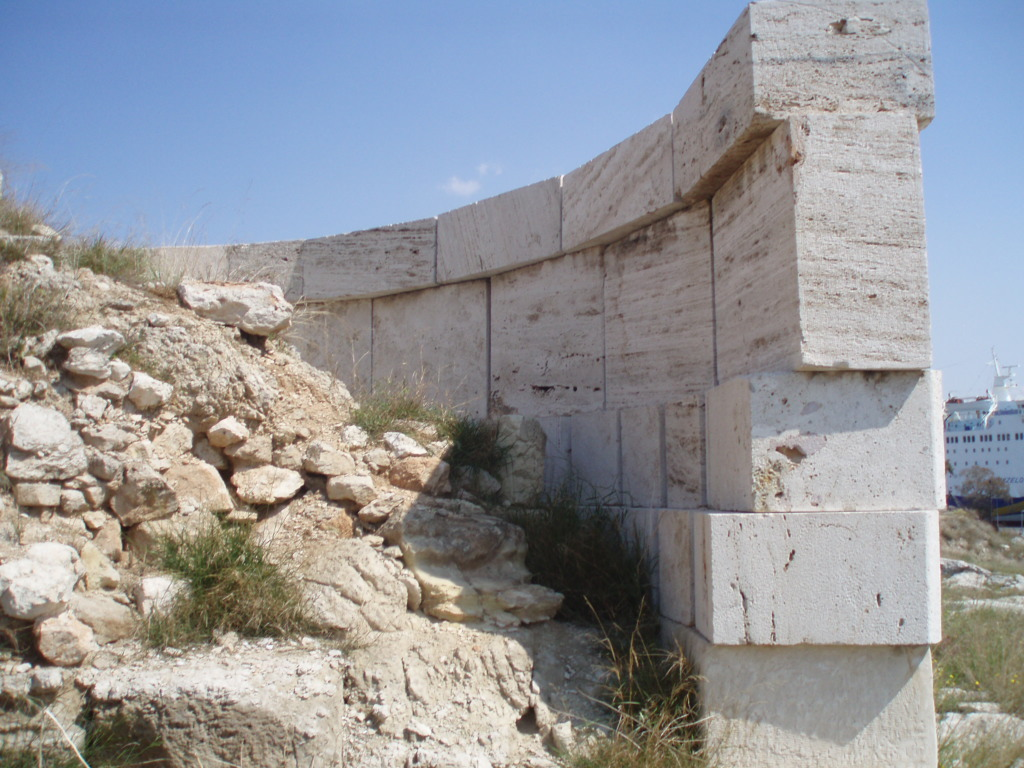
Rovine del molo dell'Eezioneia.